# كازانوفا (فلم 2019)
كازانوفا فيلم رومانسي، مصري عُرض في 17 أبريل 2019. الفيلم من إخراج أسامة فاضل، وتأليف هيثم وحيد، ومن بطولة إيساف، و‌راندا البحيري، و‌إلهام عبد البديع، و‌مصطفى هريدي، و‌مريهان مجدي.

## ملخص القصة
في إطار درامي رومانسي تدور الأحداث حول قصة حب تجمع بين مخرج إعلانات ومصممة أزياء، لكن حدث غير متوقع يقلب الأحداث رأسًا على عقب، وهو ما يهدد هذا الحب.

## طاقم التمثيل
- إيساف
- راندا البحيري
- إلهام عبد البديع
- مصطفى هريدي
- مريهان مجدي
- إيمي
- أحمد التهامي
- أحمد فاروق
- عبد الباسط حمودة
- ياسر علي ماهر
- علي احمد
- عمرو عبد اللطيف
- نادر الجريتلي
- نور السيد
- إيمي إسلام
- مها أبو عوف
- بسنت السبقي
- لوجي هيثم
- عابد احمد
- فرج يوسف
- صابر إمبابي
- سامر المنياوي
- حازم فؤاد

## الإنتاج
كتب هيثم وحيد قصة وسيناريو الفيلم، وكان الفيلم من إخراج أسامة فاضل. المنتج كريم فتحي.